# 丹波篠山市立西紀中学校
丹波篠山市立西紀中学校（たんばささやましりつ にしきちゅうがっこう）は、兵庫県丹波篠山市宮田にある公立中学校。丘の中腹に立地する。

## 沿革

### 川内中学校
- 1947年（昭和22年）5月5日 - 多紀郡南河内村・北河内村により学校組合立川内中学校が開校。北河内第一小学校に本校、南河内小学校に分校を併設。
- 1950年（昭和25年） - 新校舎が完成。
- 1955年（昭和30年）1月1日 - 西紀村発足に伴い、西紀村立川内中学校と改称。
- 1957年（昭和32年） - 篠山農業高等学校（現・兵庫県立篠山産業高等学校）から定時制西北分校校舎を譲受。
- 1959年（昭和34年） - 校旗制定。
- 1960年（昭和35年）1月1日 - 西紀村の町制施行に伴い、西紀町立川内中学校と改称。
- 1966年（昭和41年）3月31日 - 草山中学校との統合に伴い閉校。

### 草山中学校
- 1947年（昭和22年）3月31日 - 多紀郡草山村に草山中学校が開校。
- 1952年（昭和27年） - 新校舎が完成。
- 1955年（昭和30年）1月1日 - 西紀村発足に伴い、西紀村立草山中学校と改称。
- 1960年（昭和35年）1月1日 - 西紀村の町制施行に伴い、西紀町立草山中学校と改称。
- 1966年（昭和41年）3月31日 - 川内中学校との統合に伴い閉校。

### 西紀中学校
- 1966年（昭和41年）4月1日 - 川内中学校・草山中学校を統合し、西紀町立西紀中学校として開校。
- 1999年（平成11年）4月1日 - 多紀郡5町統合による篠山市発足に伴い、篠山市立西紀中学校と改称。
- 2019年（令和元年）5月1日 - 篠山市が丹波篠山市に名称変更したことに伴い、丹波篠山市立西紀中学校に改称。

## 校歌
- 阪下正作詞／海老京一作曲

## 進学前小学校
以下3校の小学校区。
- 丹波篠山市立西紀南小学校
- 丹波篠山市立西紀小学校
- 丹波篠山市立西紀北小学校

以下2校の小学校区からは、選択進学が可能。
- 丹波篠山市立岡野小学校
- 丹波篠山市立大山小学校

## 周辺
- 丹波篠山市西紀支所（旧・西紀町役場）
- 西紀郵便局
- シャクナゲ公園（シャクナゲは西紀町の町の花に指定されていた）
- 宮田川

## 交通アクセス
- ウイング神姫（旧神姫グリーンバス） 西紀中学校にて下車
- 兵庫県道140号長安寺篠山線沿い

## 著名な卒業生
- 森田まりこ（お笑いタレント、吉本新喜劇の劇団員）